# Mesorregión del Sudoeste Paranaense
La mesorregión del Sudoeste Paranaense es una de las diez mesorregiones del estado brasileño del Paraná. Es formada por la unión de 37 municipios agrupados en tres microrregiones. En la práctica la región engloba también a la Microrregión de Palmas, aunque el IBGE considere a esta parte como perteneciente a la Mesorregión Centro-sur Paranaense.

## Microrregiones
- Capanema
- Francisco Beltrão
- Pato Branco

- Datos: Q2556521